# 雷姆角

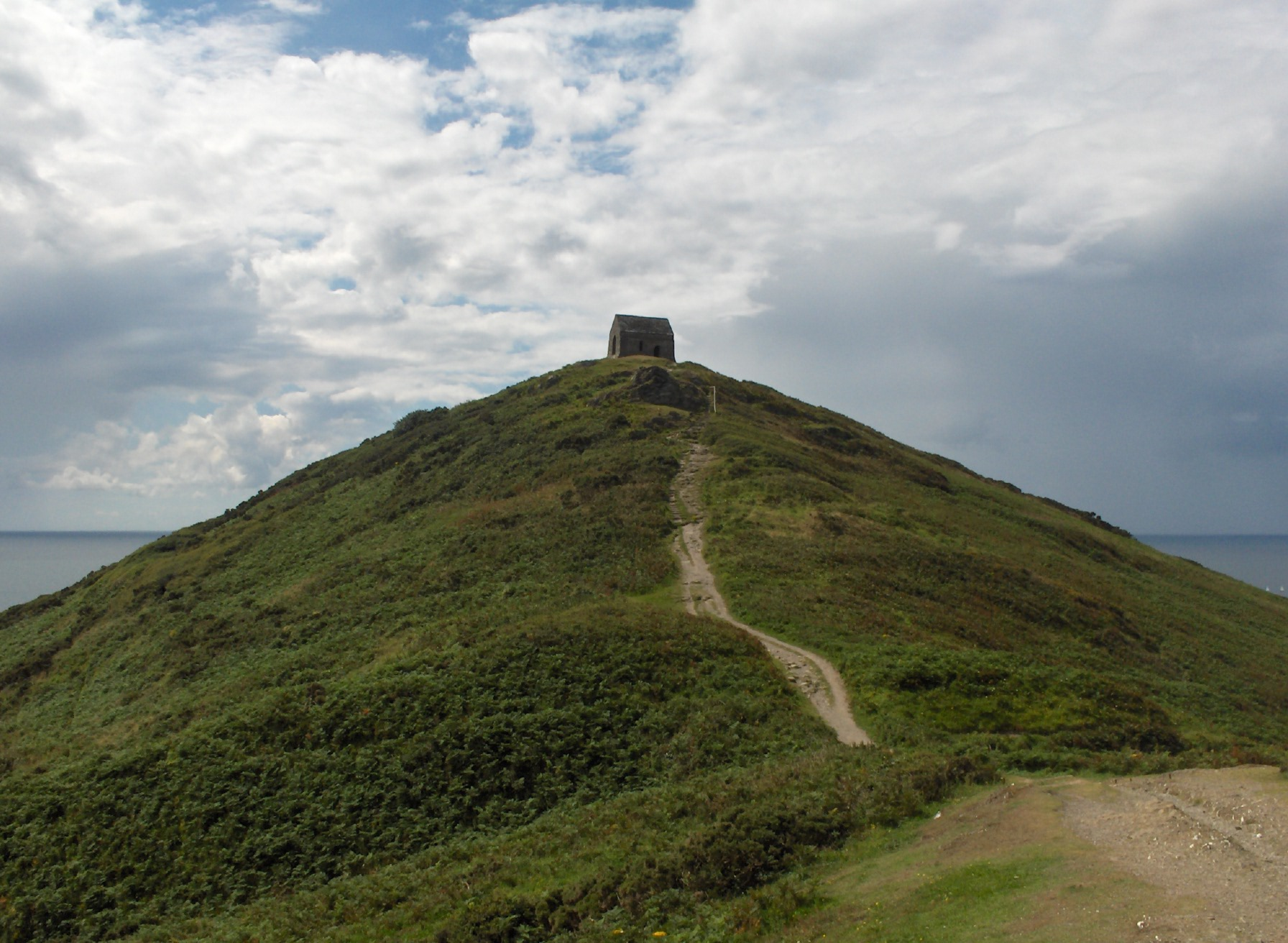
雷姆角（陸地一側）

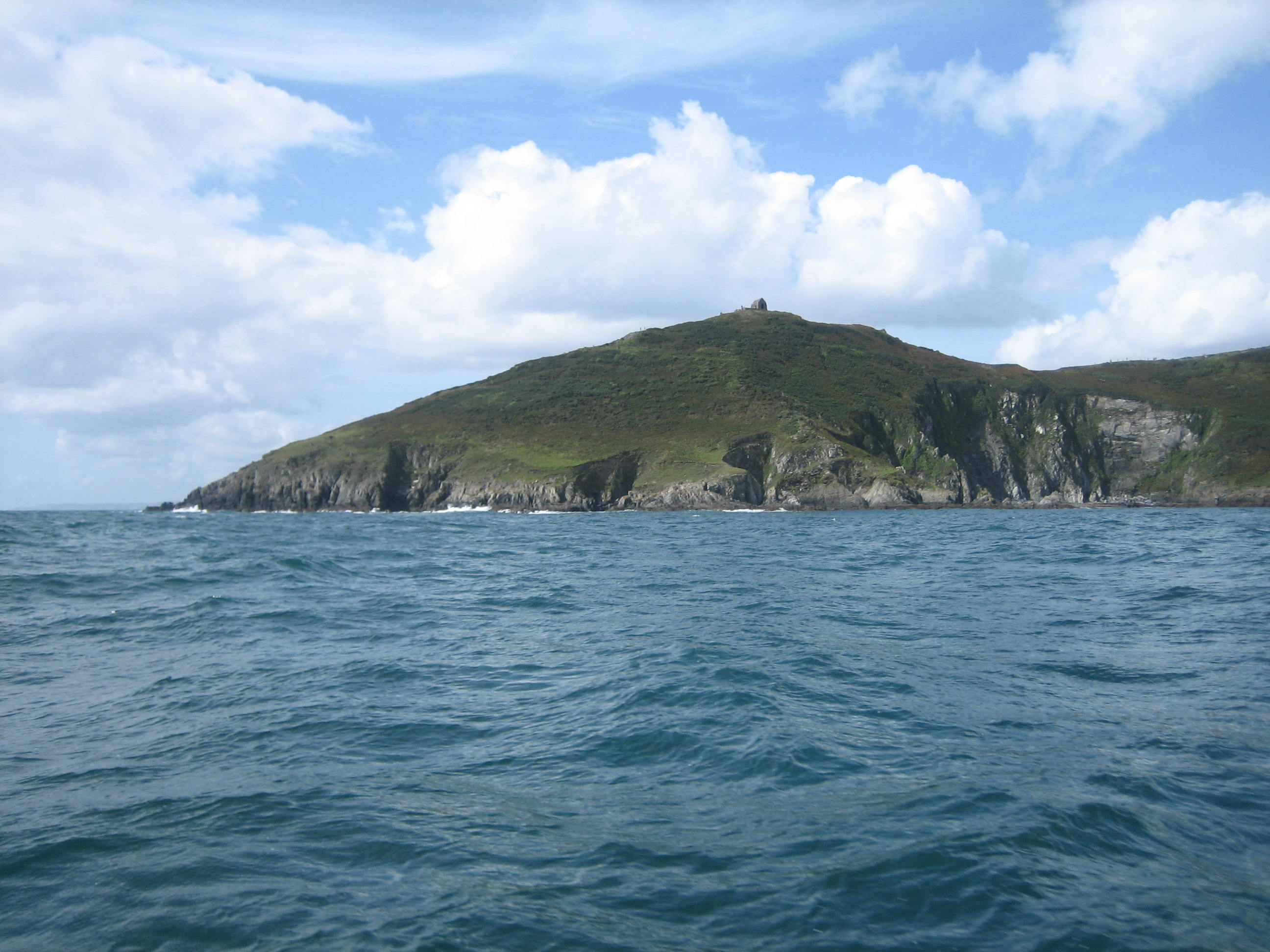
雷姆角（沿海一側）

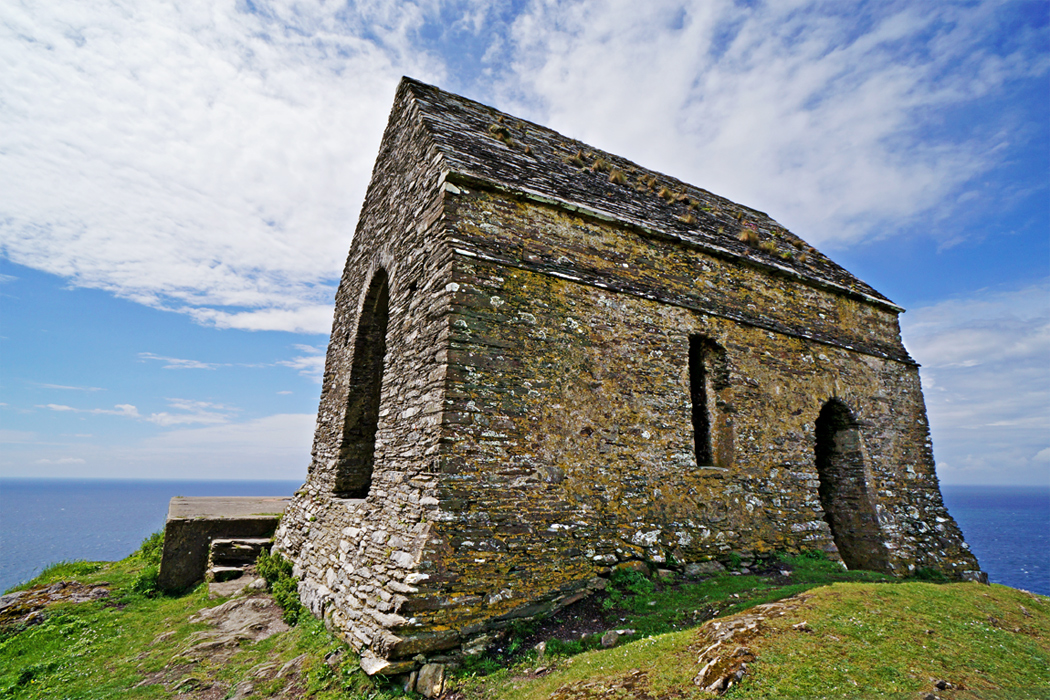
雷姆角的小圣堂

雷姆角  是英国康瓦爾郡东南部拉梅半島拉梅村西南方的一个沿海岬角。有一個供奉米迦勒的小圣堂位於雷姆角。